# Йонам
Йона́м (кор. 영암군?, 靈巖郡?, Yeongam-gun, Йонам-гун) — уезд в провинции Чолла-Намдо, на юге Республики Корея.

## География
Площадь уезда Йонам составляет 604,24 км². Он граничит с Мокпхо и Наджу на севере, уездом Чанхын на востоке, а также Хэнамом и Канджином на юге.
Административным центром уезда является Йонам ып (영암읍, Ёнам-ып): население 10724 человека (3697 домохозяйств).
Небольшие реки: Сампо, Ёнгамчхон, Догапчхон и Сонгечхон впадают в реку Йонсанган, образуя узкую равнину. В уезде много мелиорированных территорий, таких как Сиджон-мён, Допо-мён и Миам-мён; много равнин и низин, что делает землю пригодной для земледелия.

## Население
На конец декабря 2016 года население составляло 57045 человек и 27190 домохозяйств.
| Год  | Население |
| ---- | --------- |
| 1960 | 123674    |
| 1966 | 139731    |
| 1970 | 125848    |
| 1975 | 118620    |
| 1980 | 100037    |
| 1985 | 86287     |
| 1990 | 68833     |
| 1995 | 55353     |
| 2000 | 60343     |
| 2005 | 61256     |
| 2010 | 58748     |
| 2015 | 58137     |

## Промышленность
Hyundai Samho Heavy Industries (HSHI) — пятый по величине судостроительный завод в мире и крупнейшая компания в провинции Чолла-Намдо, расположен в Самхо-ып. Не только сама компания, но и многочисленные кооперативные фирмы HSHI имеют штаб-квартиру в промышленном районе Дэбул в Самхо-ып.

## Туризм и достопримечательности
В уезде расположены:
- Международный автодром Кореи, где с 2010 по 2013 год проводились гонки Формулы-1 и Формулы-3[2]
- национальный парк гор Вольчхульсан[3] занимает 42 км², ежегодно его посещают около трёхсот тысяч туристов[4]. «Вольчхульсан» в переводе означает «горы за которыми поднимается луна» или «гора восходящей луны». Самый высокий пик — Чхонхванбон (809 м), также пики Кучжольбон и Сачжабон [уточнить]. Водопад Чхильчхи Пхокпхо.
- буддийский храм Тогапса́ в горах Вольчхульсан (около входа в нацпарк)
- статуя Будды Маэёрэчжвасан («сидящий Будда»), входящая в число Национальных сокровищ Кореи (№ 144)[5]
- фольклорная деревня Курым
- музей керамики
- памятник «Ёнам Ариран» (영암 아리랑) в честь достижений певицы Ха Чхунхва[6].

## Города-побратимы
Йонам является городом-побратимом следующих городов:
- Йондынпхогу, Республика Корея
- Санчхон, Республика Корея
- Хучжоу, Китай
- Хираката, Япония